# IC 2248
IC 2248 је спирална галаксија у сазвјежђу Рак која се налази на листи објеката дубоког неба у Индекс каталогу.
Деклинација објекта је + 23° 8' 4" а ректасцензија 8h 16m 4,7s. Привидна величина (магнитуда) објекта IC 2248 износи 14,4 а фотографска магнитуда 15,3. IC 2248 је још познат и под ознакама MCG 4-20-9, CGCG 119-21, ARAK 156, NPM1G +23.0156, PGC 23176.